# Rafael Termes
Rafael Termes Carreró (ur. 5 grudnia 1918 w Sitges koło Barcelony  – zm. 25 sierpnia 2005 w Madrycie) –  ekonomista hiszpański. Był doradcą Banco Popular od 1966 do 1977, i przewodniczącym Asociación Española de Banca Privada (AEB) w latach 1977–1990.

## Życiorys
Skończył studia inżynierskie w 1945, a także Królewską Akademię Nauk Ekonomicznych i Finansowych oraz Królewską Akademię Nauk Moralnych i Politycznych. 
Otrzymał tytuł doktora honoris causa od Uniwersytetu Francisco Marroquín z Gwatemali. Był jednym z założycieli i pierwszych profesorów IESE Business School (od 1958). Był również dziekanem kampusu IESE w Madrycie od 1997.
Należał do Opus Dei od 1940.

## Publikacje
Napisał wiele książek, m.in. El poder creador del riesgo (1986), Capitalismo y cultura cristiana, Las causas del paro, Desde la libertad (1997), Antropología del capitalismo, Inversión y Coste de Capital, Manual de Finanzas (1998), Del estalinismo a la libertad. Perspectiva de los países del Este (1990), Capitalismo y cultura cristiana (1999) i Antropología del capitalismo (2001).

## Nagrody i odznaczenia
- Krzyż Wielki Orderu Zasługi Cywilnej (Gran Cruz del Mérito Civil);
- Gold Mercury Award w ekonomii w 2003 i nagrodę w dziedzinie ekonomii wspólnoty autonomicznej Kastylia i León, przyznaną przez infantkę Krystynę w 2003.